# Муир-Тореов синдром
Муир-Тореов синдром (МТС) је аутозомно доминантна фенотипска варијанта наследног неполипозног колоректалног карцинома(ННКРК), који је такође познат и као Линчев синдром. МТС је у зрокован ј мутацијама у генима за поправку неусклађености ДНК што доводи до нестабилности микросателита. 
Клиничке карактеристике Муир-Тореовог синдрома су лојне неоплазме коже и висцерални малигнитети, од којих је најчешћи карцином дебелог црева, аследе их карцином генитоуринарног тракта и лезија коже, као што су кератоакантоми и тумори лојне жлезде.
Погођени гени су МЛХ1,  МСХ2,  и недавно, МСХ6, и укључени су у поправку неусклађености ДНК. Повезаност мутација гена за поправку неусклађености и висцералних малигнитета може утврдити ранији и чешћи скрининг за малигнитет.

## Историја
Муир-Тореов синдром (МТС) први су описали Муир и сарадници 1967.  године, а потом, годину дана касније (1968) Торе и сарадници. 

## Етиологија
Муир-Торре синдром је узрокован генетским дефектом у гену за поправку неусклађености и најчешће се наслеђује на аутозомно доминантан начин, као фенотипска варијанта наследног неполипозног колоректалног карцинома (ННКРК) који је такође познат као Личев синдром. Гени који су најчешће мутирани у Муир-Тореовом синдрому укључују МЛХ1, МСХ2, МСХ6 и ПМС2. У скорије време, описани су неки аутозомно рецесивни случајеви Муир-Торог синдрома који не показују микросателитску нестабилност и настају због дефеката у гену за поправку базне ексцизије познатом као МИХ. Процењује се да ови случајеви чине отприлике 35% свих Муир-Тореових синдрома и да су названи МТС II. Спорадични случајеви су такође описани, а они се обично виде у условима имуносупресије са такролимусом и циклоспорином који су главни преступници.

## Епидемиологија
Морбидитет
Муир-Торе синдром (МТС) је редак поремећај,  са приближно 200 пријављених пацијената. Породице са МТС су вероватно чешће него што је пријављено. Муир-Тореов синдром је откривен код 9,2% пацијената са фенотипском варијантом наследног неполипозног колоректалног карцинома (ННКРК).
Полне разлике
МТС се јавља код оба пола, са малом склоношћу према мушкарацима, и односом између мушкараца и жена од 3:2.
Старост
Старост пацијента у тренутку када се појави МТС креће се од млађих одраслих до старијих пацијената, са средњом старошћу од 53 године. Најраније пријављени случајеви имали су 23 године, а најкастарији 89 година.
Раса
Већина документованих случајева Муир-Тореовог синдрома јавило се код пацијената беле расе из развијених земаља света, док подаци недостају у многим другим деловима света.

## Патофизиологија
Као што њихово име имплицира, гени за поправку неусклађености производе протеине који су одговорни за исправљање грешака које се праве током подударања базних парова у репликацији ДНК. Дефекти ових гена резултују повећаним бројем непоправљених грешака које узрокују повећану вероватноћу туморигенезе. Биалелни дефекти у гену МИХ узрокују аутозомно рецесивни облик Муир-Тореовог синдрома (МТС II). Функција протеина израженог овим геном је поправка ексцизије базе. Нестабилност микросателита се не види у овом подскупу Муир-Тореовог синдрома.

### Хистопатологија
Аденоми лојнице су добро разграничене пролиферације које приказују бројне лобуле које се састоје од лојних ћелија окружених базалоидним ћелијама. Пролиферација је често уграђена у епидерму. Број диференцираних (лојних) и недиференцираних (базалоидних) ћелија је приближно једнак. Описане су три хистолошке варијанте_
- солидна,
- цистична,
- кератоакантомска.

Епителиоми лојнице имају исте архитектонске карактеристике као и аденоми лојнице; међутим, број недиференцираних ћелија чини више од половине ћелија које се виде у пролиферацији. Карциноми лојнице показују пролиферацију базалоидних ћелија и лојних ћелија распоређених у листове и са карактеристикама малигнитета као што су:
- митотичке фигуре,
- хиперхроматизам,
- некроза,
- ћелијски плеоморфизам,
- повремено ширење страницатоида.

Кератоакантоми примећени код Муир-Тореовог синдрома не само да се клинички појављују као спорадична варијанта, већ је и хистолошки изглед сличан. Повремено се може приметити диференцијација лојнице унутар кератоакантома. Када се уоче ове карактеристике, то треба сматрати маркером за Муир-Тореов синдром и треба извршити одговарајуће тестирање гена за поправку неусклађености.

## Клиничка слика
Клиничка презентација се може разликовати због променљиве експресије дефеката у генима за поправку неусклађености, а број лојних неоплазми може да се креће од појединачних лезија до стотина. Лојне лезије се често представљају као споро растуће, безболне, жућкасте папуле или нодуле које могу, али не морају имати улцерацију. 
Најчешћа локација је лице, али било који део коже са лојном жлездом може развити тумор. Већина спорадичних тумора лојнице код пацијената без Муир-Тореовог синдрома се види на носу и капку, а сваки тумор лојнице испод врата треба да изазове сумњу на Муир-Торреов синдром. 
Клиничка слика кератоакантома је слична спорадичном пандану и могу се посматрати као појединачне или вишеструке лезије.

## Дијагноза
Кожне неоплазме које су пријављене код Муир-Тореовог синдрома укључују:
- лојне аденоме,
- лојне епителиоме,
- лојне карциноме,
- цистичне лојне туморе,
- карциноме базалних ћелија са диференцијацијом лојница
- кератоакантоме који обично показују неке лојне разлике.

Међу овим туморима најчешћи су аденоми лојнице. Критеријуми за постављање дијагнозе Муир-Тореовог синдрома укључују најмање једну лојну неоплазму и најмање један унутрашњи малигнитет у неком тренутку пацијентовог живота, без других узрочних фактора као што су радиотерапија или имуносупресија. 
Дијагноза се такође може поставити у комбинованом окружењу вишеструких кератоакантома, висцералног малигнитета и породичне историје МТС-а. Треба напоменути да се хиперплазија лојнице не сматрају карактеристикама Муир-Тореовог синдрома.
Потребно је извршити детаљну анамнезу у процени сваког пацијента за кога се сумња да има Муир-Торреов синдром. Док је најчешћи малигнитет карцином дебелог црева, описани су и бројни други карциноми у вези са Муир-Торре синдромом, укључујући малигне болести ендометријума, грлића материце, јајника, дојке, танког црева, костију, хепатобилијарног тракта, мозга, панкреаса, горњег уроепителног тракта, крв (лимфом и леукемија) и плућа.

### Евалуација
Имунохистохемија (ИХХ) се може извести на неоплазмама лојница да би се идентификовали дефекти у генима за поправку неусклађености који су обично укључени у Муир-Тореов синдром, а тренутне препоруке заговарају овај тест. Ова метода, међутим, није дијагностичка за Муир-Тореов синдром пошто су постојали извештаји о мутацијама гена за поправку неусклађености у неоплазмама лојница код пацијената који нису имали дефект у другим ћелијама на другим местима у телу. Овај налаз сугерише да су дефекти гена пре соматске него мутације заметне линије. Код ових пацијената се не примећује већи ризик од висцералног малигнитета. Због дијагностичких ограничења ИХХ за Муир-Тореов синдром, неколико аутора заговара тестирање ИХХ на неоплазми лојница на гене за поправку неусклађености у вези са добијањем детаљне личне и породичне историје. Ако резултат ИХХ открије мутације гена за поправку неусклађености, онда је генетско тестирање оправдано пре него што се спроведу даљи прегледи, као што су скрининг тестови за малигнитет. Када се дијагноза Муир-Тореовог синдрома потврди генетским тестирањем, треба извршити годишње процене малигнитета. Нижи праг за биопсију клинички очигледних тумора лојнице треба усвојити код пацијената са Муир-Торреовим синдромом, јер се карциноми лојнице често иницијално представљају слично својим бенигним панданима, а то често доводи до кашњења у дијагнози. Нижи праг је посебно релевантан за периокуларне лезије јер је ово најчешћа локација за карцином лојнице; међутим, карциноми лојнице могу настати из било које лојне жлезде.
Код болесника би требало урадити ендоскопију горњег и доњег гастроинтестиналног тракта. Колоноскопија може почети већ са 18 година, док се горња ендоскопија препоручује око 25 до 30 година. Мушкарци би требало да се подвргавају годишњим прегледима тестиса и простате, а жене годишње прегледе дојки и карлице заједно са трансвагиналним ултразвуком и узорковањем ендометријума за сумњиве налазе. Други потенцијално корисни тестови би укључивали:
- рендгенски снимак грудног коша,
- цитологију грлића материце и урина,
- одређивање нивоа карциноембрионалног антигена,
- тестирање на фекалну окултну крв,
- тестове функције јетре,
- комплетну крвну слику.

## Диференцијална дијагноза
Диференцијална дијагноза Муир-Тореовог синдрома би укључивала друге синдроме у којима се појављују више кожних папула и чворова на лицу и/или телу, као што су: 
- Ковден синдром,
- Бирт-Хог-Дубе синдром,
- Туберозна склероза,
- Бруке-Спиеглер синдром,
- Горлин синдром.

Код пацијената са бројним кератоакантомима треба узети у обзир синдроме као што су генерализовани еруптивни кератоакантом типа Грзибовски и вишеструки еруптивни кератоакантоми типа Фергусон-Смит. Такође треба узети у обзир и спорадичне верзије лојних тумора и кератоакантома, иако први нису уобичајени у општој популацији. 
Спорадичне лојне неоплазме се најчешће јављају на глави, док се ретко виде испод врата. Лојне неоплазме пронађене испод врата треба да изазову сумњу на Муир-Тореов синдром.

## Терапија
Када се дијагноза постави, пацијенти са Муир-Тореовим синдромом треба да буду подвргнути годишњем надзору због висцералног и кожног малигнитета.   
Кожне манифестације Муир-Тореовог синдрома могу бити тешке за лечење због потенцијалног броја и изобличења које могу изазвати бројне лојне неоплазме. Треба понудити сигурност за бенигне лезије. Локална ексцизија и криотерапија се могу обавити за пацијенте који желе уклањање бенигних лезија. Кератоакантоме такође треба лечити конзервативно уз локалну ексцизију. Карциноми лојнице имају потенцијал за локалне и удаљене метастазе и треба их агресивније лечити широком локалном ексцизијом са маргинама од 5 до 6 mm  или Мохсовом микрографском операцијом. 
Зрачење се такође може применити, али само као помоћна терапија након ексцизије рекурентног карцинома лојнице или регионалних метастаза. Зрачење као монотерапија за примарни кожни карцином лојнице је повезано са већим стопама морталитета и рецидива. 
Пријављено је да интерферон-алфа у комбинацији са оралним изотретиноином смањује развој кожних и висцералних малигнитета.